# Полюдово (Калужская область)
Полюдово — село в Жиздринском районе Калужской области, в составе сельского поселения «Село Студенец».

## История
В 1638 году деревня Полюдово упомянута в дозорной книге Козельского уезда с польской стороны Сенецкой засеки. Близость деревни к засечной черте дает право утверждать, что население предоставляло ополчение для защиты Козельской засечной черты.
В Списке населённых мест Калужской губернии за 1859 год упоминается как владельческая деревня Жиздринского уезда при безымянном ручье по правую сторону от Сухиничского торгового тракта, в которой насчитывалось 82 крестьянских двора.
После реформы 1861 года деревня вошла в Зикеевскую волость. В 1898 году в Полюдово была построена деревянная двухпрестольная церковь Воскресения Словущего с колокольней. В том же году в ней освящён Никольский, а в 1901 — главный придел. В 1941 году церковь была закрыта, а затем разрушена.
В 1920 году в составе Жиздринского уезда Полюдово было передано в Брянскую губернию. В 1929 году, с введением районного деления, вошло в Полюдовский сельсовет Жиздринского района Западной области. В 1937 году район был передан Орловской области, а в 1944 году — Калужской.

## Население
| 1859 | 1896 | 1907  | 1913  | 2002 | 2010 |
| ---- | ---- | ----- | ----- | ---- | ---- |
| 592  | ↗650 | ↗1243 | ↗1481 | ↘350 | ↘326 |

Согласно переписи населения 2002 года, 95% жителей деревни — русские.